# Xylocopa artifex
Xylocopa artifex är en biart som beskrevs av Smith 1874. Xylocopa artifex ingår i släktet snickarbin, och familjen långtungebin. Inga underarter finns listade i Catalogue of Life.